# Абдуллін Олександр Рафкатович
Абду́ллін Олекса́ндр Рафка́тович (нар. 29 червня 1962, м. Київ) — український журналіст та політик. Народний депутат України. Заступник голови партії Всеукраїнське об'єднання «Батьківщина».
Голосував за закон України 12414, який був ухвалений з порушенням Регламенту Верховної Ради України та підпорядкував НАБУ та САП Генеральному прокурору.

## Освіта
1989 року закінчив факультет журналістики Київського державного університету ім. Т. Шевченка.
Володіє англійською та французькою мовами.

## Трудова діяльність
У 1979 році Абдуллін пішов працювати на київський завод «Точелектроприлад» токарем.
З 1981 по 1983 рік проходив дворічну службу в Радянській армії.
З 1985 по 1987 рік працював кореспондентом газети News from Ukraine. Після цього Олександр Рафкатович обіймав посаду кореспондента, комерційного директора «Робітничої газети».
З 1992 року по 1993 рік Олександр Рафкатович працював директором компанії «Інтертрейд».
Потім протягом двох років до 1995 року був віце-президентом корпорації «Республіка». У 1995–1998 роки — президентом ЗАТ «Інтергаз». Ці структури забезпечували реалізацію бартерної схеми «газ в обмін на продовольство» і мали відношення до Ігоря Бакая.

## Політична діяльність
У 1998 році Олександр Абдуллін став народним депутатом, пройшовши по Київському виборчому округу № 97.
У 1999 році Абдуллін спільно з Ігорем Бакаєм і Олександром Волковим створили партію «Демократичний союз».
На парламентських виборах 2002 року був обраний народним депутатом України по одномандатному округу № 156 в Рівненській області. За час перебування в парламенті встиг побувати в лавах «Єдиної України», «Європейського вибору», СДПУ (о).
У 2005 році став членом партії Всеукраїнське об'єднання «Батьківщина».
На парламентських виборах 2006 і 2007 роках проходив у ВР за списками Блоку Юлії Тимошенко.
На парламентських виборах 2012 року став народним депутатом від Всеукраїнського об'єднання «Батьківщина» (№ 28 у виборчому списку).
Член Комітету Верховної Ради з питань свободи слова та інформації.
Починаючи з 2005 року Абдуллін займається питаннями агітації і пропаганди в БЮТ та «Батьківщині».
Кандидат у народні депутати від «Батьківщини», обраний на парламентських виборах 2019 року, № 11 у списку. Секретар комітету з питань гуманітарної та інформаційної політики (з 29 серпня 2019 року).

## Скандали
У 2014 році незаконно отримав 2,7 га землі в Пущі-Водиці.

## Творчість
Олександр Абдуллін і журналіст із Хмельницького Петро Воробей 2012 року видали роман, що складається з двох частин: «Заграва» та «Відблиск» (Чернівці: Букрек, 2012. — 488 с. і 480 с.). На прикладі головних героїв — трьох братів Орленків — простежено довгий і звивистий шлях, який пройшли українці в пошуках волі.

## Родина
Одружений. Є дві дочки.

## Звання та нагороди
- Заслужений журналіст України з 1997[11].
- Лауреат премії Спілки журналістів України «Незалежність» у номінації «Журналіст-політик», яка охоплює законодавчу діяльність у Верховній Раді, роботу з пресою як журналіста, причетність до розробки і фінансування спеціальних програм підтримки преси, ветеранів та малозабезпечених.
- Ліквідатор аварії на ЧАЕС.
- Нагороджений Орденами святого рівноапостольного князя Володимира II, I ступеня (УПЦ МП), Почесною грамотою Папи Римського Івана Павла II, медаллю «За заслуги» I ступеня (Спілка ветеранів Афганістану).
- Ордени «За заслуги» III, II ступеня.
- Почесна грамота Верховної Ради України (2005).